# FIGHT FOR JAPAN
FIGHT FOR JAPAN（ファイト・フォー・ジャパン）は、日本の格闘技団体により発足された東日本大震災チャリティプロジェクトである。

## 概要
日本国内の格闘技14団体（立ち技8団体、総合6団体）が結集して、東日本大震災からの復興を支援するプロジェクトである。2011年4月15日に発表された。

## 主な取り組み
- 「FIGHT FOR JAPAN」ロゴ入りのグッズ販売を通じた寄付。
- 海外の格闘家によるチャリティオークション。
- 賛同団体の興行においての募金活動。

## 賛同団体
立ち技
- FEG（K-1）
- マーシャルアーツ日本キックボクシング連盟
- 新日本キックボクシング協会
- ニュージャパンキックボクシング連盟
- J-NETWORK
- RISE
- Krush
- BIG BANG

総合
- DREAM
- サステイン（修斗）
- パンクラス
- DEEP
- ZST
- JEWELS